# Empire Awards per la miglior attrice
Gli Empire Awards per la migliore attrice sono un riconoscimento cinematografico britannico, votato dai lettori della rivista Empire.
Il premio viene consegnato annualmente dal 1996.

## Vincitori e candidati
I vincitori sono indicati in grassetto.

### 1990
- 1996
  - Nicole Kidman — Da morire (To Die For)
- 1997
  - Frances McDormand - Fargo
- 1998
  - Joan Allen - La seduzione del male (The Crucible)
- 1999
  - Cate Blanchett - Elizabeth
  - Helen Hunt - Qualcosa è cambiato (As Good as It Gets)
  - Jennifer Lopez - Out of Sight
  - Gwyneth Paltrow - Sliding Doors
  - Pam Grier - Jackie Brown

### 2000
- 2000
  - Gwyneth Paltrow — Shakespeare in Love
- 2001
  - Connie Nielsen - Il gladiatore (Gladiator)
  - Hilary Swank - Boys Don't Cry
  - Julia Roberts - Erin Brockovich - Forte come la verità (Erin Brockovich)
  - Angelina Jolie - Ragazze interrotte (Girl, Interrupted)
  - Kate Winslet - Quills - La penna dello scandalo (Quills)
- 2002
  - Nicole Kidman - Moulin Rouge!
  - Frances O'Connor - A.I. - Intelligenza artificiale (A.I. Artificial Intelligence)
  - Renée Zellweger - Il diario di Bridget Jones (Bridget Jones's Diary) 
  - Audrey Tautou - Il favoloso mondo di Amélie (Le Fabuleux Destin d'Amélie Poulain)
  - Nicole Kidman - The Others
- 2003
  - Kirsten Dunst - Spider-Man
  - Jennifer Connelly - A Beautiful Mind
  - Halle Berry - La morte può attendere (Die Another Day)
  - Hilary Swank - Insomnia
  - Miranda Otto - Il Signore degli Anelli - Le due torri (The Lord of the Rings: The Two Towers)
- 2004
  - Uma Thurman - Kill Bill: Volume 1
  - Nicole Kidman - Ritorno a Cold Mountain (Cold Mountain)
  - Julianne Moore - Lontano dal paradiso (Far from Heaven) 
  - Maggie Gyllenhaal - Secretary
  - Cate Blanchett - Veronica Guerin - Il prezzo del coraggio (Veronica Guerin)
- 2005
  - Julie Delpy - Before Sunset - Prima del tramonto (Before Sunset)
  - Uma Thurman - Kill Bill: Volume 2
  - Kirsten Dunst - Spider-Man 2
  - Cate Blanchett - The Aviator
  - Bryce Dallas Howard - The Village
- 2006
  - Thandie Newton - Crash - Contatto fisico (Crash)
  - Renée Zellweger - Cinderella Man - Una ragione per lottare (Cinderella Man)
  - Naomi Watts - King Kong
  - Hilary Swank - Million Dollar Baby
  - Keira Knightley - Orgoglio e pregiudizio (Pride & Prejudice)
- 2007
  - Penélope Cruz - Volver - Tornare
  - Kate Winslet - Little Children
  - Keira Knightley - Pirati dei Caraibi - La maledizione del forziere fantasma (Pirates of the Caribbean: Dead Man Chest)
  - Helen Mirren - The Queen - La regina (The Queen)
  - Reese Witherspoon - Quando l'amore brucia l'anima - Walk the Line (Walk the Line)
- 2008
  - Keira Knightley - Espiazione (Atonement)
  - Angelina Jolie - A Mighty Heart - Un cuore grande (A Mighty Heart)
  - Cate Blanchett - Elizabeth: The Golden Age
  - Emma Watson - Harry Potter e l'Ordine della Fenice  (Harry Potter and the Order of the Phoenix) 
  - Katherine Heigl - Molto incinta (Knocked Up)
- 2009
  - Helena Bonham Carter - Sweeney Todd - Il diabolico barbiere di Fleet Street  (Sweeney Todd: The Demon Barber of Fleet Street)
  - Angelina Jolie - Changeling
  - Sally Hawkins - La felicità porta fortuna - Happy Go Lucky (Happy-Go-Lucky)
  - Ellen Page - Juno
  - Olga Kurylenko - Quantum of Solace

### 2010
- 2010
  - Zoe Saldana - Avatar
  - Emily Blunt - The Young Victoria
  - Anne-Marie Duff - Nowhere Boy
  - Mélanie Laurent - Bastardi senza gloria (Inglourious Basterds)
  - Carey Mulligan - An Education
- 2011
  - Noomi Rapace - Uomini che odiano le donne (Män som hatar kvinnor)
  - Emma Watson - Harry Potter e i Doni della Morte - Parte 1 (Harry Potter and the Deathly Hallows - Part 1) 
  - Helena Bonham Carter - Il discorso del re (The King's Speech)
  - Natalie Portman - Il cigno nero (Black Swan)
  - Olivia Williams - L'uomo nell'ombra (The Ghost Writer)
- 2012
  - Olivia Colman — Tirannosauro (Tyrannosaur)
  - Rooney Mara - Millennium - Uomini che odiano le donne (The Girl with the Dragon Tattoo) 
  - Carey Mulligan - Drive
  - Meryl Streep - The Iron Lady
  - Michelle Williams - Marilyn (My Week with Marilyn)
- 2013
  - Jennifer Lawrence — Hunger Games (The Hunger Games)
  - Anne Hathaway — Il cavaliere oscuro - Il ritorno (The Dark Knight Rises)
  - Judi Dench —  Skyfall
  - Jessica Chastain — Zero Dark Thirty
  - Naomi Watts — The Impossible
- 2014
  - Emma Thompson — Saving Mr. Banks
  - Amy Adams — American Hustle - L'apparenza inganna (American Hustle)
  - Cate Blanchett — Blue Jasmine
  - Jennifer Lawrence — Hunger Games: La ragazza di fuoco (The Hunger Games: Catching Fire)
  - Sandra Bullock — Gravity
- 2015[1]
  - Rosamund Pike — L'amore bugiardo - Gone Girl (Gone Girl)
  - Felicity Jones — La teoria del tutto (The Theory of Everything)
  - Keira Knightley — The Imitation Game
  - Emily Blunt — Edge of Tomorrow - Senza domani  (Edge of Tomorrow)
  - Alicia Vikander — Ex Machina
- 2016[2]
  - Alicia Vikander - The Danish Girl
  - Emily Blunt - Sicario
  - Brie Larson - Room
  - Jennifer Lawrence - Hunger Games: Il canto della rivolta - Parte 2 (The Hunger Games: Mockingjay - Part 2)
  - Charlize Theron - Mad Max: Fury Road
- 2017[3]
  - Felicity Jones - Rogue One: A Star Wars Story
  - Emma Stone - La La Land
  - Ruth Negga - Loving - L'amore deve nascere libero
  - Natalie Portman - Jackie
  - Amy Adams - Arrival
- 2018[4]
  - Daisy Ridley - Star Wars: Gli ultimi Jedi (Star Wars: The Last Jedi)
  - Gal Gadot - Wonder Woman
  - Tiffany Haddish - Il viaggio delle ragazze (Girls Trip)
  - Frances McDormand - Tre manifesti a Ebbing, Missouri (Three Billboards Outside Ebbing, Missouri)
  - Emma Watson - La bella e la bestia (Beauty and the Beast)